# Dmitri Nossov
Dmitri Jurjevitsj Nossov (Russisch: Дмитрий Юрьевич Носов; Gorny, 9 april 1980) is een voormalig judoka uit Rusland, die zijn vaderland eenmaal vertegenwoordigde bij de Olympische Spelen: in 2004 (Athene). Bij dat toernooi won Nossov een bronzen medaille in de klasse tot 81 kilogram (half-middengewicht), net als de Braziliaan Flávio Canto.

## Erelijst

### Olympische Spelen
- – 2004 Athene, Griekenland (– 81 kg)

### Europese kampioenschappen
- – 2004 Boekarest, Roemenië (– 81 kg)

### Russische kampioenschappen
- – 2002 Krasnojarsk, Rusland (– 81 kg)
- – 2003 Perm, Rusland (– 81 kg)